# 圣伯努瓦 (奥德省)
圣伯努瓦（法語：Saint-Benoît，法語發音：[sɛ̃ bənwa] ⓘ）是法国奥德省的一个市镇，属于利穆区。

## 地理
圣伯努瓦（43°1'4"N, 2°3'43"E）面积21.31 平方千米，位于法国奧克西塔尼大區奥德省，该省份为法国南部沿海省份，北起塔恩省，西北接上加龙省，西接阿列日省，南至东比利牛斯省，东临地中海，东北与埃罗省接壤。
与圣伯努瓦接壤的市镇（或旧市镇、城区）包括：拉伯佐勒、布里若勒、沙拉布尔、库尔托利、费斯特和圣安德烈、蒙雅尔丹、圣库阿迪拉泽、埃尔斯河畔索纳克。

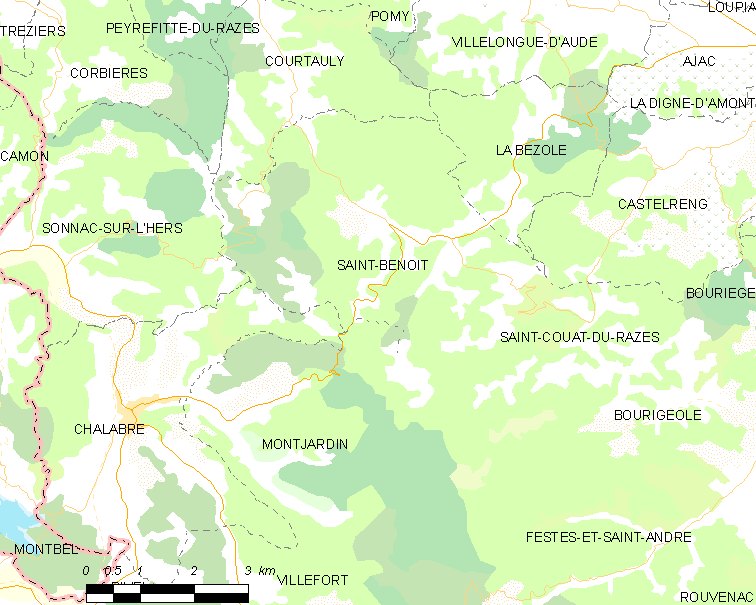
的OSM定位图

圣伯努瓦的时区为UTC+01:00、UTC+02:00（夏令时）。

## 行政
圣伯努瓦的邮政编码为11230，INSEE市镇编码为11333。

## 政治
圣伯努瓦所属的省级选区为上奥德河谷县。

## 人口

1962-2008年间人口变化图示

圣伯努瓦于2022年1月1日时的人口数量为108人。